# Tin Machine Live: Oy Vey, Baby
Tin Machine Live: Oy Vey, Baby — концертный альбом одноименного проекта Дэвида Боуи, был издан в 1992 году, на лейбле на London Records.

## Об альбоме
Пластинка стала последней работой группы, и была записана в период с 1991 по 1992 год, во время турне It’s My Life Tour. Название предложил Хант Сэйлс, оно было задумано как игра слов с названием альбома «Achtung Baby», группы U2.
Альбом привлек не только очень негативные отзывы, он провалился в хит-парадах Великобритании и США. Планировалось выпустить второй концертный альбом, под названием «Use Your Wallet» (ещё один каламбур Ханта Сэйлса, на этот раз на пластинку «Use Your Illusion», группы Guns N' Roses), но от идеи отказались, и Дэвид Боуи вскоре возобновил свою сольную карьеру, выпустив сингл «Real Cool World» (песня вошла в саундтрек к фильму «Параллельный мир» с Брэдом Питтом), в августе 1992 года.

## Список композиций
1. «If There Is Something» (Брайан Ферри) — 3:55
2. «Amazing» (Дэвид Боуи, Ривз Гэбрелс) — 4:06
3. «I Can’t Read» (Дэвид Боуи, Ривз Гэбрелс) — 6:25
4. «Stateside» (Дэвид Боуи, Хант Сэйлс) — 8:11
5. «Under the God» (Дэвид Боуи) — 4:05
6. «Goodbye Mr. Ed» (Дэвид Боуи, Тони Сэйлс, Хант Сэйлс) — 3:31
7. «Heaven’s in Here» (Дэвид Боуи) — 12:05
8. «You Belong in Rock 'n' Roll» (Дэвид Боуи, Ривз Гэбрелс) — 6:59

## Участники записи
- Дэвид Боуи: вокал, гитара, саксофон
- Ривз Гэбрелс: соло-гитара, бэк-вокал
- Хант Сэйлс: ударные, перкуссия, вокал
- Тони Сэйлс: бас, бэк-вокал
- Эрик Шермерхорн: ритм-гитара, бэк-вокал

Продюсеры
- Дэвид Боуи
- Ривз Гэбрелс
- Max Bisgrove
- Tom Dubé
- Dave Bianco